# Денуц Добре
Денуц Добре (20 лютого 1967) — румунський академічний веслувальник.
Срібний призер Олімпійських Ігор 1988 (розпашні двійки без стернового), 1992 (вісімки) років.
Срібний призер Чемпіонату світу 1987 (розпашні двійки без стернового), 1991 (розпашні четвірки зі стерновим) років.